# Nesalcis croesaria
Nesalcis croesaria är en fjärilsart som beskrevs av William Schaus 1901. Nesalcis croesaria ingår i släktet Nesalcis och familjen mätare. Inga underarter finns listade i Catalogue of Life.